# Thesmothète
Les thesmothètes (θεσμοθέται) sont des magistrats de la démocratie athénienne. Ils font partie du groupe des archontes. Au nombre de 6, ils sont les gardiens de la législation. C'est à eux que revient le pouvoir d'apporter les changements dans la juridiction.
Ils sont ajoutés comme magistrats supplémentaires au VIIe siècle av. J.-C. et, au même titre que tous les anciens archontes, ils siègent à l'Aréopage après leur mandat.